# Aphrodite : Les Folies Tour
Cet article concerne la tournée. Pour l'album, voir Aphrodite (album de Kylie Minogue).
Pour les articles homonymes, voir AWT.
 (décembre 2020).
Tournées par Kylie Minogue
For You, For Me (2009) Anti Tour (2012)
Aphrodite : Les Folies Tour (aussi connu sous le nom de Aphrodite World Tour ou AWT) est le nom donné à la tournée de la chanteuse australienne Kylie Minogue, qui a débuté le 19 février 2011 à Herning, au Danemark. Principalement basée sur son dernier album, Aphrodite, la tournée est orientée vers un show mythologique, et passe en Europe, Amérique du Nord, Asie et Australie.
La tournée est officiellement connue sous deux noms : Aphrodite : Les Folies Tour 2011 pour l'Europe, et Aphrodite Live 2011 pour l'Amérique et l'Asie.

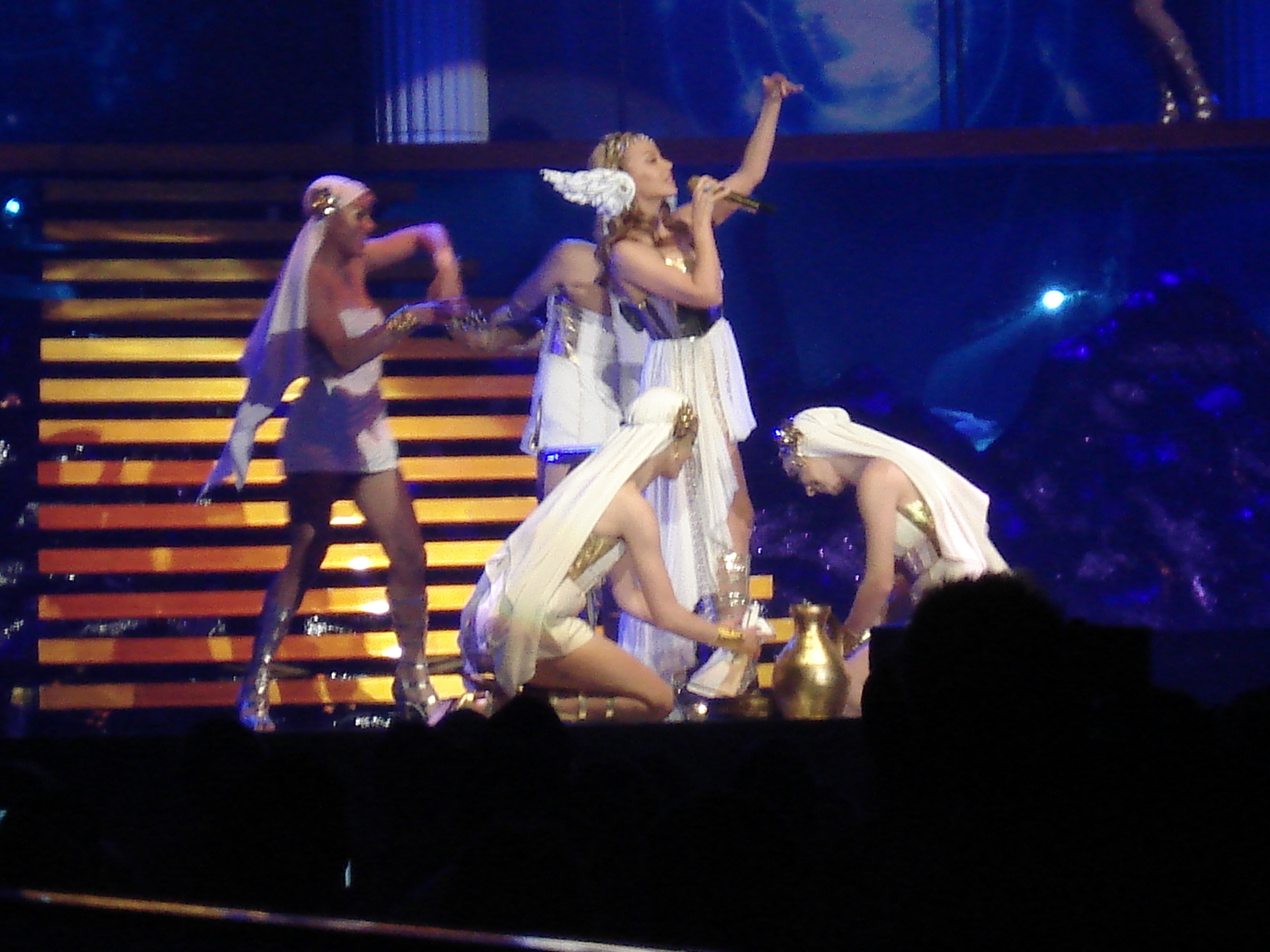
Kylie Minogue au début du spectacle à Amnéville

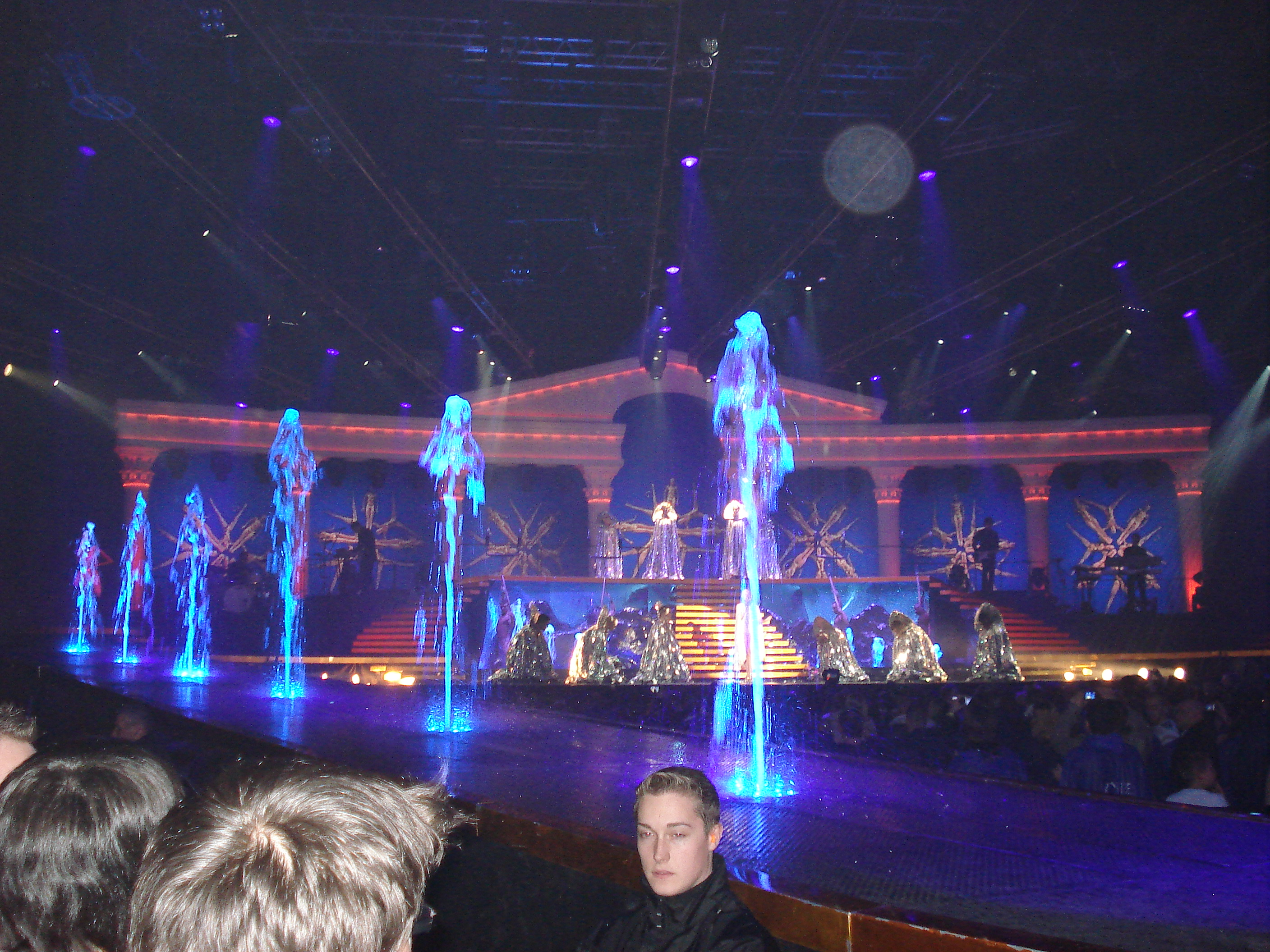
Les jets d'eau le long de la scène, au milieu la Splash Zone

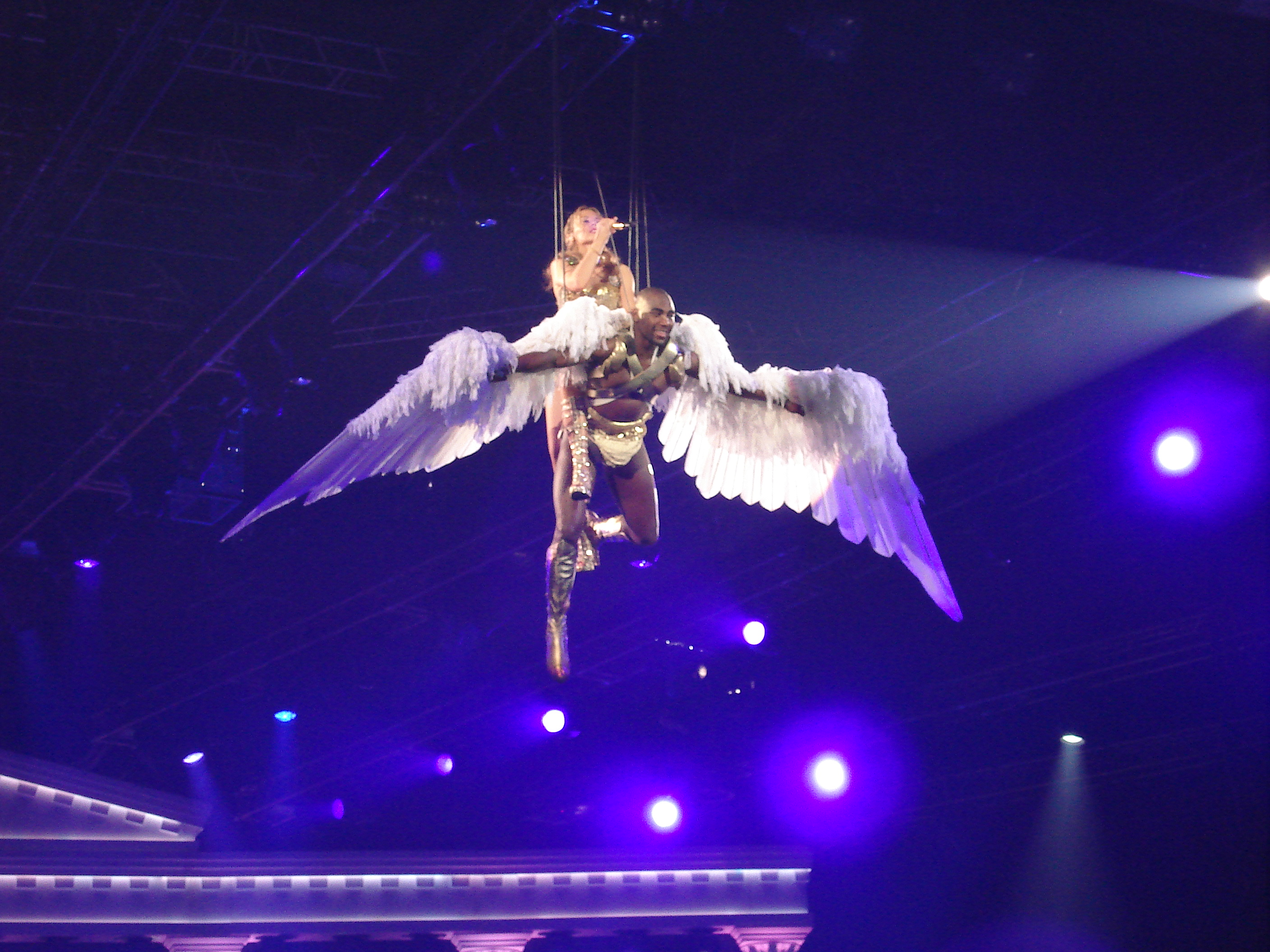
Kylie Minogue survolant le public sur le dos d'un ange

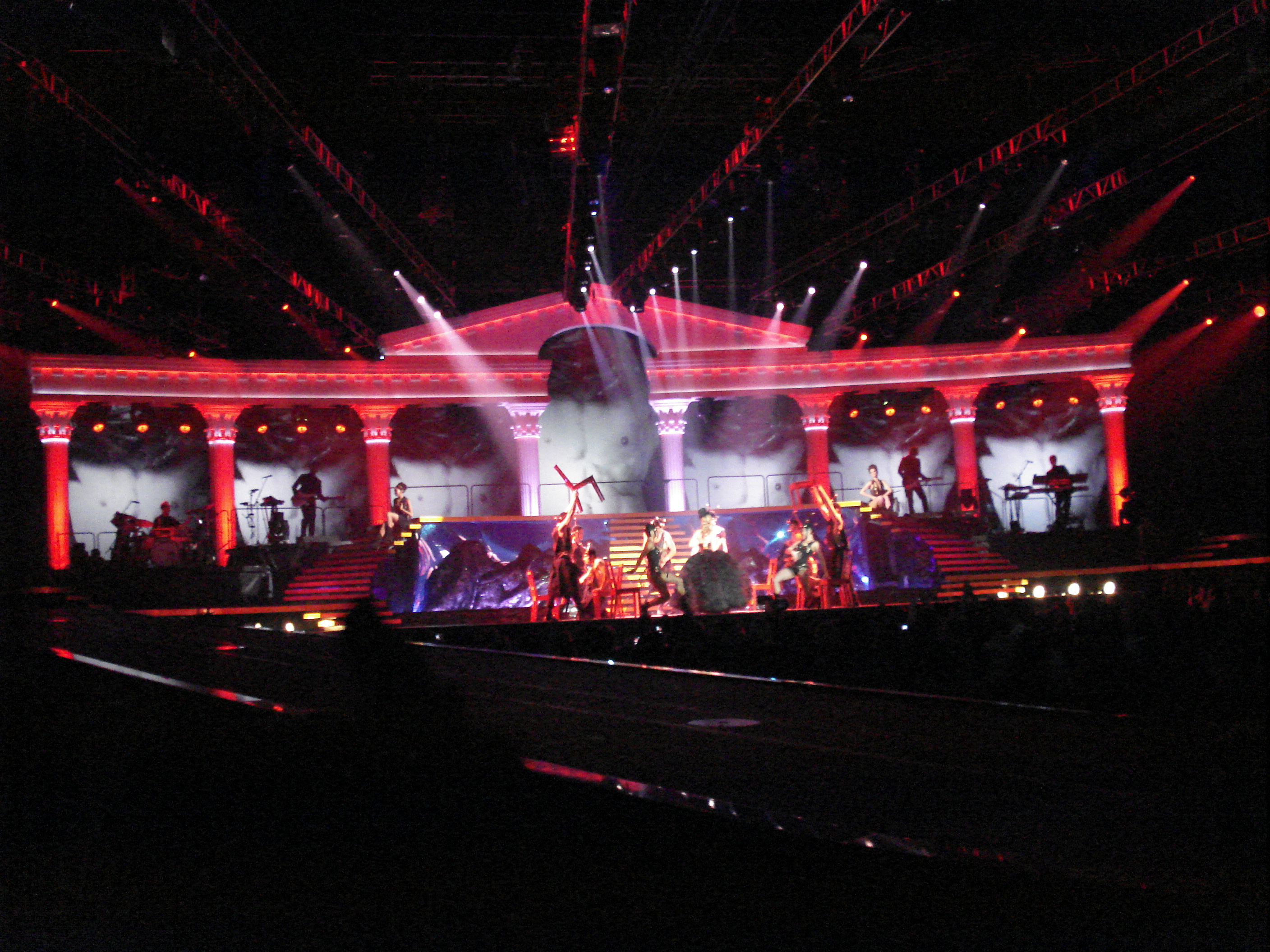
Le décor de la scène

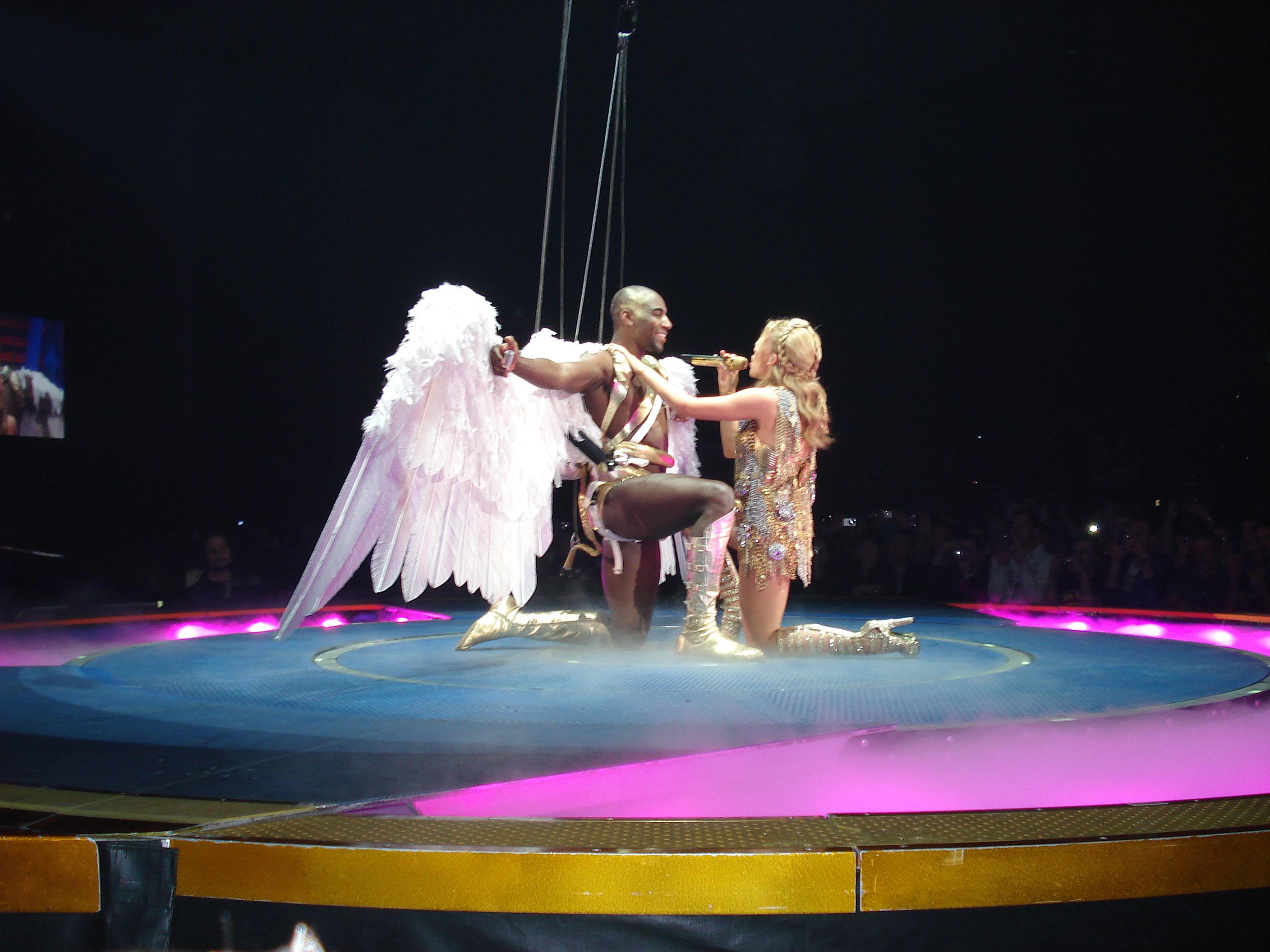
Kylie Minogue avec un ange sur le rond central de la scène

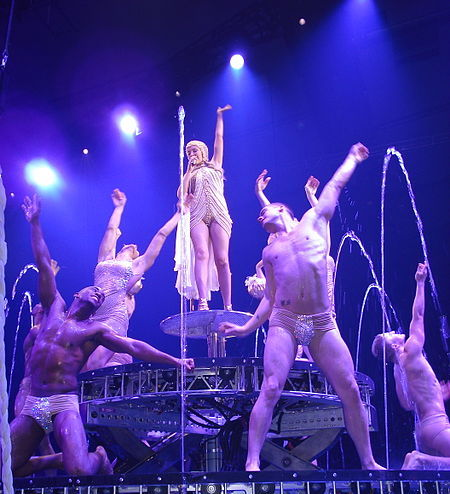
Scène finale sur la chanson All The Lovers

## Setlist
Acte 1
1. "Aphrodite"
2. "The One"
3. "Wow"

Acte 2
1. "Illusion"
2. "I Believe in You"

Acte 3
1. "Cupid Boy"
2. "Spinning Around"
3. "Get Outta My Way"
4. "What Do I Have To Do"

Acte 4
1. "Everything Is Beautiful"
2. "Slow"

Acte 5
1. "Confide in Me"
2. "Can't Get You Out of My Head"
3. "In My Arms"

Acte 6
1. "Looking For An Angel"
2. "Closer"
3. "There Must Be An Angel"
4. "Can't Beat the Feeling" / "Love at First Sight"
5. "If You Don't Love Me"

Acte 7
1. "Better The Devil You Know"
2. "Better Than Today"
3. "Put Your Hands Up (If You Feel Up)"

Encore
1. "On A Night Like This"
2. "All the Lovers"

## Dates et lieux des concerts
| Etape 1 - Europe           |               |                    |                                           |
| 19 février 2011            | Herning       | Danemark           | Jyske Bank Boxen                          |
| 22 février 2011            | Helsinki      | Finlande           | Hartwall Arena                            |
| 23 février 2011            | Tallinn       | Estonie            | Saku Suurhall                             |
| 25 février 2011            | Riga          | Lettonie           | Arena Riga                                |
| 26 février 2011            | Vilnius       | Lituanie           | Siemens Arena                             |
| 28 février 2011            | Hambourg      | Allemagne          | O2 World                                  |
| 1er mars 2011              | Berlin        | Allemagne          | O2 World                                  |
| 2 mars 2011                | Prague        | République tchèque | O2 Arena                                  |
| 4 mars 2011                | Leipzig       | Allemagne          | Arena Leipzig                             |
| 5 mars 2011                | Munich        | Allemagne          | Olympiahalle                              |
| 6 mars 2011                | Mannheim      | Allemagne          | SAP Arena                                 |
| 8 mars 2011                | Milan         | Italie             | Mediolanum Forum                          |
| 9 mars 2011                | Zurich        | Suisse             | Hallenstadion                             |
| 11 mars 2011               | Toulouse      | France             | Zénith de Toulouse                        |
| 12 mars 2011               | Barcelone     | Espagne            | Palau Sant Jordi                          |
| 14 mars 2011               | Metz          | France             | Galaxie d'Amnéville                       |
| 15 mars 2011               | Paris         | France             | Bercy Arena                               |
| 17 mars 2011               | Amsterdam     | Pays-Bas           | Heineken Music Hall                       |
| 18 mars 2011               | Oberhausen    | Allemagne          | König Pilsener Arena                      |
| 19 mars 2011               | Anvers        | Belgique           | Sportpaleis                               |
| 22 mars 2011               | Dublin        | Irlande            | The O2                                    |
| 23 mars 2011               | Dublin        | Irlande            | The O2                                    |
| 25 mars 2011               | Cardiff       | Royaume-Uni        | Motorpoint Arena Cardiff                  |
| 26 mars 2011               | Cardiff       | Royaume-Uni        | Motorpoint Arena Cardiff                  |
| 28 mars 2011               | Glasgow       | Royaume-Uni        | Scottish Exhibition and Conference Centre |
| 29 mars 2011               | Glasgow       | Royaume-Uni        | Scottish Exhibition and Conference Centre |
| 30 mars 2011               | Glasgow       | Royaume-Uni        | Scottish Exhibition and Conference Centre |
| 1er avril 2011             | Manchester    | Royaume-Uni        | Manchester Evening News Arena             |
| 2 avril 2011               | Manchester    | Royaume-Uni        | Manchester Evening News Arena             |
| 4 avril 2011               | Manchester    | Royaume-Uni        | Manchester Evening News Arena             |
| 5 avril 2011               | Manchester    | Royaume-Uni        | Manchester Evening News Arena             |
| 7 avril 2011               | Londres       | Royaume-Uni        | The O2 Arena                              |
| 8 avril 2011               | Londres       | Royaume-Uni        | The O2 Arena                              |
| 9 avril 2011               | Londres       | Royaume-Uni        | The O2 Arena                              |
| 11 avril 2011              | Londres       | Royaume-Uni        | The O2 Arena                              |
| 12 avril 2011              | Londres       | Royaume-Uni        | The O2 Arena                              |
| Etape 2 - Asie             |               |                    |                                           |
| 23 avril 2011              | Chiba         | Japon              | Makuhari Event Hall                       |
| 24 avril 2011              | Chiba         | Japon              | Makuhari Event Hall                       |
| 25 avril 2011              | Osaka         | Japon              | Osaka-jō Hall                             |
| Etape 3 - Amérique du Nord |               |                    |                                           |
| 28 avril 2011              | Montréal      | Canada             | Bell Centre                               |
| 29 avril 2011              | Boston        | États-Unis         | Agganis Arena                             |
| 30 avril 2011              | Fairfax       | États-Unis         | Patriot Center                            |
| 2 mai 2011                 | New York      | États-Unis         | Hammerstein Ballroom                      |
| 3 mai 2011                 | New York      | États-Unis         | Hammerstein Ballroom                      |
| 4 mai 2011                 | New York      | États-Unis         | Hammerstein Ballroom                      |
| 6 mai 2011                 | Atlanta       | États-Unis         | Fox Theatre                               |
| 7 mai 2011                 | Sunrise       | États-Unis         | BankAtlantic Center                       |
| 8 mai 2011                 | Orlando       | États-Unis         | Hard Rock live                            |
| 10 mai 2011                | Houston       | États-Unis         | Verizon Center                            |
| 12 mai 2011                | Mexico        | Mexique            | Palacio de los Deportes                   |
| 14 mai 2011                | Guadalajara   | Mexique            | Auditorio Telmex                          |
| 16 mai 2011                | Monterrey     | Mexique            | Arena Monterrey                           |
| 18 mai 2011                | Grand Prairie | États-Unis         | Verizon Theatre at Grand Prairie          |
| 20 mai 2011                | Los Angeles   | États-Unis         | Hollywood Bowl                            |
| 21 mai 2011                | San Francisco | États-Unis         | Bill Graham Civic Auditorium              |
| 22 mai 2011                | Las Vegas     | États-Unis         | The Colosseum at Caesars Palace           |
| Etape 4 - Océanie          |               |                    |                                           |
| 3 juin 2011                | Brisbane      | Australie          | Brisbane Entertainment Centre             |
| 4 juin 2011                | Brisbane      | Australie          | Brisbane Entertainment Centre             |
| 7 juin 2011                | Sydney        | Australie          | Sydney Entertainment Centre               |
| 8 juin 2011                | Sydney        | Australie          | Sydney Entertainment Centre               |
| 11 juin 2011               | Sydney        | Australie          | Sydney Entertainment Centre               |
| 14 juin 2011               | Melbourne     | Australie          | Rod Laver Arena                           |
| 15 juin 2011               | Melbourne     | Australie          | Rod Laver Arena                           |
| 16 juin 2011               | Melbourne     | Australie          | Rod Laver Arena                           |
| 18 juin 2011               | Adélaïde      | Australie          | Adélaïde Entertainment Centre             |
| 22 juin 2011               | Perth         | Australie          | Burswood Dome                             |
| Etape 5 - Asie             |               |                    |                                           |
| 25 juin 2011               | Bangkok       | Thaïlande          | Impact Arena                              |
| 27 juin 2011               | Bogor         | Indonésie          | SICC Auditorium                           |
| 29 juin 2011               | Singapour     | Singapour          | Singapore Indoor Stadium                  |
| 1er juillet 2011           | Wan Chai      | Hong Kong          | HKCEC Hall 5BC                            |
| 3 juillet 2011             | Taipei        | Taïwan             | TWTC Nangang Exhibition Hall              |
| 5 juillet 2011             | Quezon City   | Philippines        | Araneta Coliseum                          |
| Etape 6 - Afrique          |               |                    |                                           |
| 8 juillet 2011             | Johannesburg  | Afrique du Sud     | Sun City                                  |
| 9 juillet 2011             | Johannesburg  | Afrique du Sud     | Sun City                                  |
| 10 juillet 2011            | Johannesburg  | Afrique du Sud     | Sun City                                  |
| 13 juillet 2011            | Le Cap        | Afrique du Sud     | Grand Arena at Grand West Casino          |
| 14 juillet 2011            | Le Cap        | Afrique du Sud     | Grand Arena at Grand West Casino          |